# Суперниці (фільм, 1929)
Про однойменний фільм див. Суперниці (фільм, 1985)
Суперниці (рос. Соперницы) — радянський чорно-білий німий художньо-етнографічний фільм 1929 року. Вважається першим фільмом, знятим в Удмуртії.

## Сюжет
Час НЕПу. Удмуртське село Улин Юрі. Дві дівчини — дочка крамаря Італмас і активістка кооперативного руху Тутигаш борються за любов мисливця Ядигара. Одночасно йде протистояння між багатим сільським крамарем Шакмаєвим і споживчим кооперативом за право торгівлі у селі.

## У ролях
- Зана Заноні —  Італмас, дочка куркуля
- Ольга Ленська —  Тутигаш, активістка
- Іван Арканов —  Шакмаєв, купець-куркуль
- Гліб Кузнєцов —  Ядигар, молодий мисливець
- Володимир Уральський —  Абрам, прикажчик
- М. Фурсов —  знахар Кий синь (зміїне око)
- Костянтин Чугунов —  батько Ядигара
- Олександр Новиков —  удмурт
- Олександр Громов —  старий Юбер, батько Тутигаш, завідувач кооперативом
- Марк Мєстечкін — епізод
- Софія Левітіна — епізод

## Знімальна група
- Режисер — Олексій Дмитрієв
- Сценарист — Георгій Гребнер
- Оператор — Петро Мосягін
- Художник — Іван Степанов